# Національний стадіон Сомхоло
Національний стадіон Сомхоло — багатофункціональний стадіон у Лобамба, Свазіленд. Побудований у 1968 році. В більшій мірі використовується для футбольних матчів. Названий на честь короля Собхуза І, який привів людей у цей регіон і вважається «Батьком нації». Стадіон вміщає 20 000 глядачів.
У 2008 році на стадіоні відбувся Свазілендський турнір чотирьох держав.